# Lissolo
Lissolo (Lissoeul in dialetto brianzolo) è una frazione del comune della Valletta Brianza in provincia di Lecco,  comune autonomo fino al 1757., nota agli appassionati di ciclismo per una salita breve ma impegnativa che vi termina.

## Salita di Lissolo
Questa salita è stata inserita alcune volte nel percorso del Giro di Lombardia e costituisce la principale difficoltà della Coppa Agostoni, che negli ultimi anni di solito l'affronta per cinque volte.
La salita del Lissolo inizia dalla strada statale 342, nei pressi di Rovagnate, e si sviluppa per circa 2,5 km attraversando Perego e poi inoltrandosi nel bosco. Si tratta di una salita "a strappi", con diversi tratti a forte pendenza. Poco prima del termine vi è anche un breve tratto di discesa. Il dislivello complessivo è di poco meno di 200 metri; la pendenza media è vicina all'8%, quella massima intorno al 15%. Il punto di valico è a quota 522 m.
Una variante meno impegnativa sale da Sara, frazione di Rovagnate, e si ricongiunge alla strada principale poco prima del tratto in discesa, evitando le rampe più ripide (tranne l'ultima).
Dal versante opposto la strada sale da Sirtori, che si può raggiungere da Monticello Brianza oppure da Barzanò. La pendenza massima è intorno al 10%. Subito prima del valico, svoltando a destra si può raggiungere Montevecchia per una strada in parte sterrata e chiusa al traffico.